# Henri Ier de Poděbrady
Henri l’Aîné de Münsterberg (également nommé Henri Ier l’Aîné de Poděbrady, Henri Ier de Münsterberg, Henri Ier d'Œls; en tchèque : Jindřich starší z Minstrberka ou Jindřich starší z Poděbrad; en allemand : Heinrich der Ältere von Münsterberg ou Heinrich I. von Oels; né en 1448 – 1498, à Kłodzko) est un comte impérial qui fut comte Kladsko.  Il fut également duc de Silésie comme duc de Münsterberg (Ziębice en polonais) et 
d'duc d'Œls (Oleśnica en polonais) et de 1465–1472 duc d'Opava/Troppau. Il exerce aussi quelque temps la fonction de Landeshauptmann et gouverneur de Bohême.

## Éléments de biographie
Henri dit « l’Aîné » est en fait le 3e fils né de l'union du roi Georges de Bohême issu de la lignée des Poděbrady de Kunštát et de sa première épouse Cunégonde de Sternberg. Ses deux frères aînés sont Boček et Victor, il a également un demi-frère cadet et homonyme né de la seconde union de Georges et nommé pour cela Henri « le Jeune ».
Henri avait été initialement et envisagé par son père comme successeur. Au début de 1459 l'empereur Frédéric III de Habsbourg nomme le frère aîné de Henri, Victor, comte d'Empire.  Le 7 décembre 1462 l'empereur accorde la même dignité à Henri et à son jeune demi-frère et homonyme Henri II le Jeune. En même temps Frédéric III confirme les nominations faites en 1459 par le roi Georges de Bohême de Victor, Henri Ier l'Aîné et Henri II le Jeune comme corégents conjoints du duché de Münsterberg et du comté de Glatz.  
Après l'acquisition par le royaume de Bohême du duché d'Opava en 1464 leur père investit également ses trois fils conjointement de ce duché en 1465.  Bien que Henri et ses frères adhèrent au catholicisme, le pape refuse de reconnaître leur hérédité royale du fait de l'excommunication infligée à leur père Georges de Poděbrady qui s'étendait également à ses fils. Georges de Bohême décide alors de laisser sa succession à Vladislav, fils aîné de Casimir IV de Pologne et petit-fils du roi Albert de Bohême par sa mère.
Après la mort du roi Georges le 22 mars 1471, Henri est nommé gouverneur suprême du royaume de Bohême jusqu'à l'arrivée du nouveau roi.  C'est dans cette fonction qu'il accueille le 10 août 1471 le nouvel élu Vladislas IV de Bohême à Kłodzko, lors de son voyage de Cracovie vers Prague avant son couronnement. Henri l’Aîné est ensuite nommé gouverneur du royaume pendant les absences du nouveau roi.
Henri Ier doit comme son frère Victor renoncer en 1485 au duché d'Opava en faveur du roi Mathias Corvin de Hongrie mais après la mort de ce dernier il reçoit le 28 avril 1495 du roi Vladislas IV de Bohême l'investiture à titre héréditaire du duché d'Œls.

## Unions et postérité
Henri Ier l’Aîné épouse le 9/10 février 1467 Ursule de Brandebourg (en) (25 septembre 1450-25 novembre 1508, inhumée à Glatz), fille d'Albert III Achille de Brandebourg dont huit enfants :
- Albert de Münsterberg-Oels
- Georges Ier de Münsterberg-Oels
- Jean (23 juin 1472 - † 7 aout 1472, inhumé à Glatz).
- Marguerite de Münsterberg (en) (née à Breslau 25 aout 1473- † Dessau le 28 juin 1530, inhumée dans l'église du château) épouse par contrat à Glatz le 6 mars 1492 Ernest Ier d'Anhalt-Dessau
- Charles Ier de Münsterberg-Œls
- Louis (née † 21 juin 1479, inhumé à Glatz).
- Magdeleine (25 janvier 1482- † 11 avril 1513, inhumée à Glatz).
- Zdena (3 juin 1483- † 1522, inhumée à Glatz) épouse en 1515 Ulrich de Hardegg comte de Glatz († juillet 1535/1537]).